# Mesopsylla sagitta
Mesopsylla sagitta är en loppart som beskrevs av Yu Xin, Ye Ruiyu et Liu Chiying 1988. Mesopsylla sagitta ingår i släktet Mesopsylla och familjen smågnagarloppor. Inga underarter finns listade i Catalogue of Life.